# PGC 1372878
LEDA/PGC 1372878 ist eine Spiralgalaxie im Sternbild Fische auf der Ekliptik. Sie ist schätzungsweise 636 Millionen Lichtjahre von der Milchstraße entfernt und hat einen Durchmesser von etwa 180.000 Lichtjahren. Vom Sonnensystem aus entfernt sich das Objekt mit einer errechneten Radialgeschwindigkeit von näherungsweise 14.100 Kilometern pro Sekunde.
Im selben Himmelsareal befinden sich unter anderem die Galaxien NGC 522, IC 101, PGC 1374657, PGC 1375514.